# Józef Cieszkowski (górnik)
Józef Jerzy Patrycy Cieszkowski herbu Zerwikaptur (ur. 8 marca 1798 w Czubrowicach, zm. 12 czerwca 1867 w Strzemieszycach Małych) – polski górnik, naczelnik kopalń w Królestwie Polskim, odkrywca złóż surowców naturalnych w Zagłębiu Dąbrowskim, twórca pojęcia „Zagłębie Dąbrowskie”.

## Życiorys
Pochodził z rodziny ziemiańskiej, a ojciec był właścicielem dóbr pod Wieluniem.
Był absolwentem gimnazjum w Opolu, a następnie Szkoły Akademiczno-Górniczej w Kielcach, w której studiował zapewne w latach 1817-1820. W 1820 r. został zatrudniony jako asystent inżynierii Dozorstwa Olkusko-Siewierskiego, a od 1823 r. jako wjezdnik kopalń galmanowych w Sławkowie.
Został następnie skierowany na praktyki zagraniczne do Europy Zachodniej, w trakcie których miał zapoznać się z  osiągnięciami tamtejszego górnictwa, a także zorientowania o możliwościach zakupu urządzeń nie wytwarzanych w Królestwie Polskim. W latach 1825-1827 przebywał w wielu hrabstwach Anglii i Walii, a także Francji i Belgii. W swych sprawozdaniach przedstawił szczegółowe opisy różnych technik górniczych (m.in. sposoby eksploatacji, odwadniania kopalń i górniczego transportu podziemnego).
Był jednym z głównych twórców polskiego słownictwa fachowego w dziedzinie górnictwa. Od 1834 zajmował stanowisko naczelnego zawiadowcy kopalni rządowych Zachodniego Okręgu Węglowego w Dąbrowie Górniczej. Zasłużył się przy poszukiwaniu złóż węgla i galmanu. Pozostawił po sobie m.in. opis kopalni galmanu „Anna” w Strzemieszycach Małych, „Leonidas” w Sławkowie oraz płuczek galmanu „Strzemieska” i „Bobrek”.
W 1850 wydzierżawił folwark w Strzemieszycach Małych, gdzie w tamtejszym drewnianym dworze mieszkał do śmierci. W ostatnich latach życia chorował prawdopodobnie na podagrę. Pochowano go zapewne na cmentarzu parafialnym w Gołonogu, jednak jego grób nie zachował się.
Nazwa jego autorstwa, Zagłębie Dąbrowskie, jest używana do dziś na określenie najdalej na zachód wysuniętej części Małopolski, charakteryzującej się wysokim rozwojem górnictwa.

## Upamiętnienie
Józef Cieszkowski przez wiele lat był zapomniany. W 2012 roku Sejmik Województwa Śląskiego jednogłośnie przegłosował uchwałę o przywróceniu pamięci oraz odpowiednim uhonorowaniu Józefa Cieszkowskiego.